# OA vz. 30
La Obrněný automobil vzor 30 (OA vz. 30) era un'autoblindo cecoslovacca, usata da diversi eserciti durante la seconda guerra mondiale. Furono costruiti 51 esemplari per l'Esercito cecoslovacco, dei quali 24 furono impiegati dalla Wehrmacht dopo l'occupazione tedesca della Cecoslovacchia e 18 requisiti all'alleata Repubblica Slovacca, dopo la dichiarazione di indipendenza di marzo 1939. La Romania requisì 9 autoblindo alle truppe ceche li rifugiatesi dopo l'invasione ungherese della Carpato-Ucraina nello stesso mese. Le blindo slovacche entrarono in azione nella guerra slovacco-ungherese, nell'invasione della Polonia, nelle fasi iniziali dell'Operazione Barbarossa e nell'insurrezione nazionale slovacca.

## Storia

### Sviluppo
La OA vz. 30 ebbe una genesi difficile, ma l'Esercito cecoslovacco aveva valutato vari telai di autocarri Tatra da usare per le autoblindo fin dal 1926, sui quali aveva realizzato diversi prototipi di scafi in legno e metallo. Il 6 marzo 1933 venne infine emesso un ordine per 51 autoblindo da consegnare a dicembre dello stesso anno. Poiché le officine di Milovice non erano complete, la Tatra riuscì a consegnare i primi 6 esemplari solo il 29 gennaio 1934, seguiti da altri 16 in febbraio ed i rimanenti in luglio.

### Impiego operativo

#### Cecoslovacchia
L'autoblindo dimostrò in servizio gravi carenze. I motori erano deboli e non permetteva al veicolo di sfruttare pienamente le capacità fuoristrada del veicolo. La corazzatura era sottile e veniva penetrata a breve distanza dai fucili della fanteria e le mitragliatrici non erano capaci di fuoco sostenuto.
L'esercito decise di organizzare i mezzi in plotoni di tre autoblindo, assegnati sia alle compagnie esploranti delle quattro divisioni mobili che alle unità di frontiera. Questi plotoni furono largamente impiegati nella repressione delle proteste e delle violenze dei tedeschi dei Sudeti, istigati dal Sudetendeutsche Partei e dal Sudetendeutsche Freikorps di Konrad Henlein, tra maggio e ottobre 1938. Dopo la conferenza di Monaco due compagnie di vz. 30 furono inviate come rinforzo in Slovacchia e Rutenia, dove entrarono in azione contro le forze di Ungheria e Polonia che tentavano di sconfinare. Le vetture coprirono l'evacuazione della fanteria dalla Slovacchia meridionale dopo il primo arbitrato di Vienna del 2 novembre 1938. Dieci autoblindo furono catturate dagli ungheresi durante gli scontri ma non si conosce la loro sorte.

#### Germania
La Germania nazista catturò un'autoblindo OA vz. 30 nell'ottobre del 1938 mentre era in riparazione nel Sudetenland al momento dell'occupazione. Altre ventitré furono requisite nel marzo dell'anno successivo in seguito all'occupazione tedesca della Cecoslovacchia. Sette furono usate dalle compagnie di propaganda come centro radio. Altre dieci furono assegnate all'Ordnungspolizei e tre equipaggiarono un plotone della 14. Polizei-Panzer-Kompanie ("14ª Compagnia corazzata di polizia") in Slovenia nel gennaio 1944.

#### Slovacchia
Dieci autoblindo furono requisite dalla Repubblica Slovacca quando venne dichiarata l'indipendenza in marzo 1939; altre otto vz. 30 furono consegnate dalle truppe ceche ivi rifugiatesi dopo gli scontri con gli ungheresi nella Carpato-Ucraina. Una blindo fu distrutta durante la guerra slovacco-ungherese la settimana successiva. Le diciassette vz. 30 superstiti formarono una compagnia del Battaglione corazzato "Martin" dell'Esercito slovacco, formato a metà del 1939 e ridotto a plotone alla fine dello stesso anno. Quattro autoblindo rinforzarono la 2ª Divisione di fanteria durante la campagna di Polonia e altre tre furono aggregate a un'unità di cavalleria da ricognizione nei pressi di Sanok. Una compagnia di sei autoblindo faceva parte del Gruppo mobile "Kalinčiak", formato il 5 settembre per operare con la 2ª Divisione di fanteria ma mai entrato in azione a causa del ritiro in Slovacchia del 21.
Un plotone di tre mezzi venne assegnato al gruppo mobile aggregato ai tedeschi nell'Operazione Barbarossa il 24 giugno 1941. Altre due vennero assegnate al gruppo, che venne rinforzato e ridesignato Brigata mobile l'8 luglio. L'unico combattimento serio che coinvolse i mezzi corazzati slovacchi avvenne a Lipovec nel tardo luglio 1941, dove fallirono nello sloggiare la 44ª Divisione da montagna dell'Armata Rossa. Una vz. 30 venne distrutta durante la battaglia ed altre due gravemente danneggiate. Tutte le vz. 30, così come tutti gli altri veicoli blindati, rientrarono in Slovacchia agli inizi di agosto. Una compagnia di sei blindo fu inviata a rinforzare la Divisione di Sicurezza in ruolo anti-partigiani in ucraina ad agosto 1942. Due furono distrutte in combattimento e solo una era ancora in condizioni di marcia al momento del ritiro in patria il 12 gennaio 1943. Quando in gennaio 1944 furono consegnati i Panzer II ordinati dal Ministero della Difesa per rimpiazzarle, le autoblindo furono poste in riserva. Alcune furono riesumate dai rivoltosi durante l'insurrezione nazionale slovacca, iniziata a settembre 1944.

#### Romania
Non si sa quasi niente della carriera degli OA vz. 30 in Romania dopo che una compagnia ceca di nove esemplari vi trovò rifugio nel marzo 1939. Da rapporti non confermati risulta che alcune autoblindo armarono il Batalionul de gardă al mareșalului Antonescu o il Regimentul de gardă al Conducătorului Statului, la guardia personale del dittatore Ion Antonescu. Tre mezzi furono probabilmente distrutti in deposito durante i bombardamenti americani di Ploiești nell'estate 1944.

## Tecnica
Lo scafo corazzato della OA vz. 30 era montato sul telaio di un autocarro 6 x 4 Tatra 72. Il telaio aveva una configurazione particolare, con un tubolare centrale al quale si articolavano i semiassi posteriori a molle indipendenti, che conferivano al mezzo eccezionali doti fuori-strada. Il pilota sedeva sulla sinistra e disponeva di una finestra con portello corazzato, munito di feritoia. Il mitragliere sedeva a fianco al pilota, disponeva di un piccolo portello e manovrava la mitragliatrice leggera ZB vz. 26 da una feritoia frontale. Entrambi disponevano di feritoie laterali. L'equipaggio accedeva al vano di combattimento da un portellone posteriore. Il mitragliere manovrava una piccola torretta quasi cilindrica, brandeggiabile su 360°, e disponeva di un portello frontale e di feritoie su 360°. La torretta era armata con una ZB vz. 26 su supporto sferico. Una terza mitragliatrice era trasportata nel vano di combattimento. La dotazione totale era di 3.000 munizioni. La corazzatura era spessa da 3 a 6 mm, ritenuti sufficienti per deflettere le pallottole ordinarie sparate da 100 m di distanza.
La blindo era propulsa da un motore a cilindri contrapposti raffreddato ad aria Tatra 71, un quadricilindrico da 1,91 l, montato frontalmente. Esso erogava 32 hp e spingeva il mezzo a 60 km/h su strada. Il mezzo poteva superare una trincea di 0,5 m, un gradino di 0,28 m ed un guado di 0,3 m.